# Phasia dilula
Phasia dilula är en tvåvingeart som beskrevs av Johann Wilhelm Meigen 1824. Phasia dilula ingår i släktet Phasia och familjen parasitflugor. Inga underarter finns listade i Catalogue of Life.